# Cruriopsis cognata
Cruriopsis cognata là một loài bướm đêm trong họ Noctuidae.